# 19079 Hernández
19079 Hernández este un asteroid din centura principală de asteroizi.

## Descriere
19079 Hernández este un asteroid din centura principală de asteroizi. A fost descoperit pe 31 mai 1967 la El Leoncito la Observatorul Félix Aguilar. Asteroidul prezintă o orbită caracterizată de o semiaxă mare de 2,97 ua, o excentricitate de 0,18 și o înclinație de 8,0° în raport cu ecliptica.